# Kalemouth Suspension Bridge
Die Kalemouth Suspension Bridge ist eine Straßenbrücke nahe der schottischen Ortschaft Eckford in der Council Area Scottish Borders. 1977 wurde das Bauwerk in die schottischen Denkmallisten in der höchsten Denkmalkategorie A aufgenommen.

## Geschichte
Als Bauherr zeichnet William Mein of Ormiston für den Bau der Kalemouth Suspension Bridge verantwortlich. Um 1835 beauftragte Mein den Ingenieur Samuel Brown mit der Planung und Ausführung der Arbeiten. Brown hatte mit der Union Bridge im vorangegangenen Jahrzehnt eine ähnliche Brücke in den Scottish Borders erbaut. Ein Vergleich der beiden Konstruktionen zeigt Browns Verbesserung im Brückenbau auf. Die Steinarbeiten führte William Mather aus.
Zur Benutzung der Brücke war zunächst eine Maut zu entrichten. Vermutlich wurde hierzu das nahegelegene Kalemouth Cottage genutzt. Im Jahre 1845 kostete der Übergang für Fußgänger einen halben Penny. Pferdegespanne mussten drei Pennys entrichten, während für Kutschen ein Shilling (zwölf Pennys) anfielen.
Im Jahre 1987 wurde die Brücke restauriert. Hierbei wurden die Holzbohlen ebenso ausgetauscht wie verschiedene Metallhalterungen. Weitere Teile wurden drei Jahre später erneuert.

## Beschreibung
Die stählerne Kettenbrücke überspannt den Teviot südlich von Roxburgh nahe der Streusiedlung Eckford. Die Brücke ist 57 m lang und 5 m breit. Brüstungen aus gekreuzten Stahlbändern begrenzen die längs zur Fahrtrichtung mit Holzbohlen ausgelegte Fahrbahn. Gepaarte steinerne Pylone an beiden Enden der Brücke spannen die aus Augenstäben zusammengesetzten Ketten. Unterhalb des Brückendecks spannen aus Augenstäben aufgebaute Bänder den hölzernen Unterbau.
Die Kalemouth Suspension Bridge ist heute von geringer infrastruktureller Bedeutung. Sie führt eine unklassifizierte, von der A698 (Hawick–Berwick-upon-Tweed) abzweigende Nebenstraße nahe der Mündung des Kale Water über den Teviot.